# Napalm Records
Napalm Records és un segell discogràfic independent austríac centrat en el heavy metal i el hard rock.
Inicialment es va centrar en bandes de black metal i folk metal, i més endavant va ampliar el seu catàleg afegint grups de metal gòtic, symfhonic metal, power metal, doom metal, viking metal, metalcore, nu metal i stoner rock. Disposa de la seva pròpia editorial anomenada Iron Avantgarde Publishing. El novembre de 2020, Napalm Records va adquirir el segell discogràfic alemany SPV GmbH.

## Grups
- Alien Weaponry
- Alter Bridge
- Andrew W.K.
- Delain
- Einherjer
- Finsterforst
- Gloryhammer[4]
- HammerFall
- Kamelot
- Monster Magnet
- Myles Kennedy
- Nervosa
- Oomph!
- Paddy and the Rats
- Persefone[5]
- Powerwolf